# Gabriella Souza
Gabriella Guimarães de Souza, apelidada de Gabi ou Gabiru, (nascida em 14 de dezembro de 1993) é uma jogadora brasileira de vôlei. Com seu ex-clube, Osasco/Molico, ela competiu no Campeonato Mundial de Clubes Femininos da FIVB de 2014. Ela competiu com a Seleção Brasileira de Voleibol Feminino, no Montreux Volley Masters de 2016, no Grand Prix de Voleibol de 2017, e na Liga das Nações de Voleibol Feminino de 2018. Atualmente joga no Batavo Mackenzie .

## Carreira
A ponteira gabirou atuou nos seguintes clubes:
- Niterói Vôlei (2004–2007)
- Fluminense FC (2007–2009)
- Macaé Sports (2009–2011)
- SESI São Paulo (2011–2012)
- Nestlé Osasco (2012–2017)
- SESC-RJ (2017–2024)
- Batavo Mackenzie (2024-)

## Prêmios

### Individuais
- Campeonato Sul-Americano Sub-20 de 2010 – "Jogadora Mais Valiosa"
- Campeonato Sul-Americano Sub-22 de 2014 – "Best Outside Spiker"

### Clubes
- 2012 Campeonato Sul-Americano de Clubes  – Campeã, com Sollys Nestlé
- 2012 Campeonato Mundial de Clubes da FIVB – Campeã, com Sollys Nestlé
- 2012–13 Superliga Brasileira – Vice-campeã, com Sollys Nestlé
- 2014 Campeonato Sul-Americano de Clubes – Vice-campeã, com Molico/Osasco
- 2014 Campeonato Mundial de Clubes da FIVB – Vice-campeã, com Molico/Osasco
- 2014–15 Superliga Brasileira – Vice-campeã, com Molico/Osasco
- 2015 Campeonato Sul-Americano de Clubes – Vice-campeã, com Molico/Osasco
- 2016–17 Superliga Brasileira – Vice-campeã, com Molico/Osasco
- 2017–18 Superliga Brasileira – Vice-campeã, com Rexona-SESC
- 2018 Campeonato Sul-Americano de Clubes – Vice-campeã, com Rexona-SESC